# 2008 في المجر
فيما يلي قوائم الأحداث التي وقعت خلال عام 2008 في المجر.

## سياسة

### تعيين في المنصب
- 27 أكتوبر – هورست زيهوفر رئيس-الوزراء.

## رياضة
- 3 أغسطس – جائزة المجر الكبرى 2008 الفائز هيكي كوفالاينين.

## وفيات

### فبراير
- 11 فبراير – توم لانتوس (مواليد 1928) سياسي أمريكي.[1]

### سبتمبر
- 23 سبتمبر – رودولف إلوفيسكي (مواليد 1922) لاعب كرة قدم.[2]